# Peperomia salaminana
Peperomia salaminana är en pepparväxtart som beskrevs av Trel. & Yunck.. Peperomia salaminana ingår i släktet peperomior, och familjen pepparväxter. Inga underarter finns listade i Catalogue of Life.